# HTC Magic
HTC Magic（エイチティーシー マジック）は、HTCが開発したスマートフォンである。

## 特徴
液晶画面は3.2インチのハーフVGA液晶ディスプレイで、静電容量式のタッチパネルを採用している。タッチ画面を使ってWebの閲覧、メールの作成、地図アプリなどを快適に利用できるようにしている。文字入力を含む基本的な操作は、液晶画面のタッチだけで操作できる。またタッチパネルの補助として、画面の下にトラックボールがある。
標準のホーム画面にはウィジェットやアプリケーションソフトウェア（以下アプリ）のアイコンなどを設置できる。ホーム画面は3ページで構成され、フリック操作でページを切り替える。
マルチタスクが利用可能である。それにより、アプリをダウンロードしながら、他のアプリを起動したり、ブラウザを見ている最中に新着通知がきたりする。なお利用していないアプリなどは自動的に閉じる仕様となっている。
アプリやOSの更新ファイルがアップされると通知される。
GPSや地磁気センサー（電子コンパス）、加速度センサを搭載しており、現在自分がいる場所だけでなく、向いている方角もわかる。

## 派生機種

### Android Dev Phone 2
詳細はAndroid Dev Phoneを参照

### GDD Phone
Google Developer Day 2009の参加者にのみ配布されたスマートフォンである。

Android Dev Phone 1とほほ同じであるが。以下の様な違いがある。
- 背面の蓋にGoogle Developer Day 2009のロゴが印刷されている
- iWnnプリインストール
- 技術基準適合証明を通過している

### HT-03A
docomo PRO series HT-03A（ドコモ プロ シリーズ エイチティー ゼロ サン エー）は、HTC Magicのドコモモデルにあたる、NTTドコモの第三世代携帯電話（FOMA）端末である。

日本初の Android OS搭載のスマートフォンであり、docomo PRO seriesに属する。

#### 歴史
- 2009年3月27日 - 技術基準適合証明（テュフラインランドジャパン）通過。
- 2009年XX月XX日 - 電気通信端末機器審査協会（JATE）通過。
- 2009年5月1日 - 連邦通信委員会（FCC）通過。
- 2009年7月10日 - 発売。
- 2009年10月23日 - Android OS 1.6へ バージョンアップ開始
- 2010年4月1日 - ドコモマーケットが開始される。

#### iモード
HT-03Aはiモードには対応しておらず、moperaUなどのプロバイダ接続を行う必要がある。ただしiモード.netを応用したアプリが開発され、そのアプリを使ってiモードメールの送受信や新着通知が可能である。
2010年度半ばには通常のiモードメールが対応すると発表されていたが、その後ドコモが自社スマートフォン向けに提供したSPモードメール(スマートフォン向けキャリアメールサービス)には対応せず現在に至る。

#### 試供品
- microSDカード2GB
- USBケーブル
- マイク付ステレオイヤホン変換ケーブル
- 電池パック予備

#### 主な対応サービス
| 主な対応サービス             | 主な対応サービス                                              | 主な対応サービス                                   | 主な対応サービス                              |
| ---------------------------- | ------------------------------------------------------------- | -------------------------------------------------- | --------------------------------------------- |
| DCMX／おサイフケータイ       | うた・ホーダイ                                                | 着うたフル／着うた                                 | デジタルオーディオプレーヤー(WMA)(AAC)(MP3他) |
| Android マーケット等のアプリ | Music&Videoチャネル／ビデオクリップアプリによりダウンロード可 | GSM／3Gローミング（WORLD WING）                    | プッシュトーク                                |
| FOMAハイスピード7.2Mbps      | GPS／ケータイお探し                                           | デコメール／デコメ絵文字                           | iチャネル                                     |
| 着もじ                       | テレビ電話／キャラ電                                          | 電話帳お預かりサービスGoogleアドレス帳と同期が可能 | フルブラウザ                                  |
| おまかせロック／バイオ認証   | 外部メモリーへiモードコンテンツ移行                           | トルカ                                             | iC通信／iCお引越しサービス                    |
| きせかえツール／マチキャラ   | バーコードリーダ／名刺リーダ（アプリにより可能）              | 2in1                                               | エリアメール                                  |